# Balmedie
Balmedie (in gaelico scozzese: Baile Mheadhain) è una località dell'autorità unitaria scozzese Aberdeenshire. Si trova a circa undici chilometri a nord di Aberdeen e 28 km a sud-ovest di Peterhead vicino alla costa del Mare del Nord. Nel 2011 Balmedie contava 2 534 abitanti. Balmedie è cresciuta molto rapidamente per diversi decenni. Nel 1961, solo 53 persone vivevano a Balmedie.
Balmedie è sulla A90 tra Aberdeen e Fraserburgh. A Balmedie, la A90 si assottiglia da quattro a due corsie. Tuttavia, ci sono piani per espandere la strada a nord di Balmedie altri otto chilometri a sud di Ellon a quattro corsie. La spiaggia del Mare del Nord di Balmedie si trova a meno di un chilometro a ovest del villaggio. Esistono ancora sistemi di bunker della seconda guerra mondiale.